# Triple Challenge
Triple Challenge est un jeu vidéo développé par Realtime  Associates et édité par INTV, sorti en 1987 sur la console Intellivision,.

## Système de jeu
La cartouche est une compilation de 3 jeux précédemment édités par Mattel Electronics : Tournament Chess est une reprise du jeu d'échecs USCF Chess, Checkers celle du jeu de dames du même nom, et Backgammon celle de ABPA Backgammon,.

## Développement
Le titre est développé par David Warhol. L'idée originale était de réunir sur une seule cartouche les 4 jeux de plateau de l'ancienne gamme « Strategy Network » de Mattel, mais pour des raisons de coût, Reversi ne fut finalement pas intégré.
Comme pour plusieurs titres d'INTV, Warhol recycle ici le code source de jeux précédemment écrits par Mattel ou APh Technological Consulting. Les changements par rapport aux jeux originaux sont mineurs. Les écrans de titre sont modifiés, supprimant les références à Mattel Electronics et aux licences de l'USCF ou de l'ABPA.
Chess nécessitant 2K de mémoire supplémentaire pour fonctionner, la production de cette cartouche aurait normalement été impossible pour INTV, en raison des coûts d'une puce additionnelle. Mais son directeur des achats eut la chance de trouver pour une bouchée de pain un stock de puces de capacité supérieure défectueuses mais disposant de 2K contigus fonctionnels.